# Ernst Steinmann
Ernst Theodor Karl Steinmann, född den 4 september 1866 i Jördenstorf i Mecklenburg-Schwerin, död den 23 november 1934 i Basel, var en tysk konstforskare.
Steinmann studerade i Tübingen, Rostock och Leipzig. Han var i många år bosatt i Rom, därefter i Schwerin, där han var direktör för de storhertigliga museerna, sedan åter i Rom. Steinmann är författare till en rad gedigna studier över italiensk renässanskonst. Hans största arbete, utfört på uppdrag av tyska staten, är Die Sixtinische Kapelle (2 delar, 1901–1905). Bland hans övriga verk märks monografier över Botticelli (1897; 3:e upplagan 1913), Ghirlandajo (1897) och Pinturicchio (1898), Rom in der Renaissance (1899; 3:e upplagan 1908), Das Geheimnis der Medicigräber Michel Angelos (1906) och Die Porträtdarstellungen des Michelangelo (1913).